# Инвестиционна политика
Инвестиционната политика представлява държавната регулация посредством законодателството на режима на чуждестранните инвестиции. Под чуждестранни инвестиции се разбират както държавни, така и най-вече корпоративни на чуждестранни компании, може и физически лица но това е изключение .